# René Garnier
René Garnier (* 16. Januar 1887 in Chalon-sur-Saône; † 8. Oktober 1984 in Paris)  war ein französischer Mathematiker.

## Leben
Garnier studierte schon ab 1903 an der Sorbonne bei Édouard Goursat und Paul Appell mit dem Lizenziat in Mathematik 1905 und der Agrégation 1906. Ab 1907 war er Chargé de conférences an der Sorbonne und 1909 bis 1910 an der École des Mines. Nach der Promotion 1911 mit der Schrift Sur des équations différentielles du troisième ordre dont l'intégrale générale est uniforme et sur une classe d'équations nouvelles d'ordre supérieur dont l'intégrale générale a ses points critiques fixes lehrte er ab 1913 in Poitiers, wo er 1920 Professor wurde. 1928 wurde er Chargé du Cours an der Sorbonne und der École normale supérieure, 1931 Maitre de conférences und 1932 Professor (zunächst ohne Lehrstuhl). 1936 erhielt er den Lehrstuhl für Allgemeine Mathematik, 1941 für Anwendungen der Analysis in der Geometrie und 1946 für höhere Geometrie. 1958 wurde er emeritiert. Zusätzlich zu seinem Lehrstuhl an der Sorbonne war er ab 1938 Maitre de conférences an der École normale supérieure de jeunes filles und ab 1943 Maître de conférences für Geometrie an der École polytechnique.
1942 erhielt er den Poncelet-Preis. 1952 wurde er Mitglied der Académie des sciences und 1972 der Accademia dei Lincei sowie der Académie royale des Sciences, des Lettres et des Beaux-Arts de Belgique. 1936 war er Präsident der Société Mathématique de France.
Garnier forschte über Systeme von Differentialgleichungen und das Plateau-Problem.
Er war einer der Herausgeber der Werke von Henri Poincaré und Camille Jordan.